# .mv
.mv е интернет домейн от първо ниво за Малдивите. Администрира се от Dhiraagu Pvt Ltd. Представен е през 1996 г.

## Домейни от второ ниво
- .aero.mv – Авиация
- .biz.mv – Бизнес организации
- .com.mv – Комерсиални
- .coop.mv – Кооперативни организации
- .edu.mv – Образователни институции
- .gov.mv – Правителство
- .info.mv – Информация
- .int.mv – Международни организации
- .mil.mv – Армия
- .museum.mv – Музеи
- .name.mv – Лични
- .net.mv – За мрежи
- .org.mv – Организации
- .pro.mv – Професионални